# Кривава Мері (коктейль)
Крива́ва Ме́рі (англ. Bloody Mary) — один з найпопулярніших коктейлів, що складається з горілки, томатного соку, спецій, та інших додатків (соус Табаско, лимонний сік, вустерський соус). Належить до офіційних напоїв Міжнародної асоціації барменів, категорія «Сучасна класика» (англ. Contemporary classics).

## Історія
Існує декілька версій появи коктейлю і його авторства. За найпоширенішою, автором коктейлю є бармен з Нью-Йорка, Фернан Петіот. Саме він придумав рецепт коктейлю «Кривава Мері». Сталося це в Парижі, і французька публіка не оцінила коктейль належним чином. Слава до нього прийшла лише в Америці. За іншою версією, автором коктейлю є Джордж Джессел, продюсер і композитор.
Немає однозначної відповіді і на питання: чому коктейль має назву «Кривава Мері». Вважається, що ім'я коктейлю дав бармен Фернан Петіот (за сумісництвом і автор рецепта), інші джерела стверджують, що так коктейль назвали самі відвідувачі бару. Є навіть версії, що своїй назві коктейль зобов'язаний королеві Марії Тюдор, яка прославилася своєю жорстокістю.

## Приготування
Класичний рецепт коктейлю Кривава Мері дуже простий: томатний сік і горілка. Проте, Фернан Петіот продовжував удосконалювати його, адже спочатку коктейль не був особливо популярним. Тому до складу «Кривавої Мері» стали входити приправи, спеції і соуси.
Згідно зі стандартами Міжнародної асоціації барменів Кривава Мері складається з:
- 90 мл томатного соку
- 45 мл горілки,
- 15 мл лимонного соку,
- соуси «Вустер» і «Табаско»,
- сіль, просочена соком селери
- перець

Усі складові струшують разом з льодом в шейкері. Потім проціджують в склянку, подають «Криваву Мері» разом зі стеблинкою селери.

## Варіації коктейлю Кривава Мері
Також існує безліч варіацій коктейлю, наприклад, варіант цього коктейлю без горілки носить назви «Невинна Мері», є також «Безкровна Мері» — коктейль без томатного соку, це крайнощі. У Мексиці поширене приготування коктейлю з текілою, замість горілки. У Італії замість горілки часто йде граппа, на Кубі в коктейль можуть додавати ром, в Ірландії — віскі, в Японії, відповідно, саке.
- Кривава Гейша — замість горілки використовують саке;
- Кривава Марія — замість горілки текіла;
- Коричнева Марія — замість горілки віскі;
- Кривавий Єпископ — замість горілки херес;
- Кривавий молот — коктейль, популярний на півночі США в часи дефіциту горілки. Замість горілки використовують джин[2].